# Spirulida
Spirulida is een orde van inktvissen. Deze orde bevat slecht één levende soort, Spirula spirula, naast verschillende uitgestorven taxa.

## Familie
- Spirulidae Rafinesque, 1815

### Uitgestorven
- Familie Spirulirostridae Naef 1921 †
  - Geslacht Spirulirostra d'Orbigny 1842 †
    - Spirulirostra curta Tate 1894 †
    - Spirulirostra georgii Fornasiero & Vicariottio 1997 †